# Michel Durrmeyer
Pour les articles homonymes, voir Durrmeyer.
Michel Durrmeyer, né le 16 avril 1916 à Marseille, mort le 30 janvier 1945 à Jebsheim en Alsace, est un officier des Forces françaises libres pendant la Seconde Guerre mondiale, Compagnon de la Libération à titre posthume par décret du 20 janvier 1946.

## Biographie
Né à Marseille en 1916, Michel Albert Durrmeyer est le fils d'un officier d'infanterie, Robert Durrmeyer, qui deviendra général, et le frère cadet de Jacques Durrmeyer qui sera un héros de la Résistance intérieure française.
Étudiant en médecine, il entre en 1937 à l'École nationale des chartes, où il ne finira pas sa scolarité. Il est aussi élève de l'École pratique des hautes études.
Mobilisé au début de la Seconde Guerre mondiale en septembre 1939, il est promu aspirant en avril 1940. Fait prisonnier le 22  juin 1940 aux Cerqueux de Maulévrier (Maine et Loire), il est interné en province de Prusse-Orientale où il tombe malade, ce qui lui vaut son rapatriement en mars 1942. Une fois rétabli, il reprend ses études et participe à la Résistance.
Il crée à Lyon une imprimerie clandestine et fabrique des faux papiers permettant la libération de beaucoup de ses camarades. Il organise en plus une filière d'évasion par l'Espagne, qui fonctionne jusqu'à l'invasion de la zone libre par les Allemands en novembre 1942.
Il décide alors de passer lui-même en Espagne, et il parvient avec son frère à rejoindre Barcelone. Après quelques mois d'internement dans un camp espagnol, il arrive au Maroc.
Il y décline le service médical, et s'engage le 6 juin 1943 comme aspirant à Staoueli au 1er bataillon de choc de la France libre. Il se distingue une première fois comme chef de peloton lors de la campagne d'Italie : le 1er octobre 1943, il s'infiltre dans les lignes ennemies et fait six prisonniers avec deux de ses hommes. Il est promu sous-lieutenant.
Durrmeyer s'illustre encore lors de la conquête de l'île d'Elbe en juin 1944, en s'emparant d'un poste de commandement ennemi, en progressant en profondeur et en faisant des prisonniers à plusieurs reprises, prenant même seul un groupe de mitrailleuses. Cela lui vaut de recevoir la Légion d'honneur sur le champ de bataille.
Ayant débarqué en Provence en août 1944, il s'illustre de nouveau avec succès à la bataille de Toulon par son « inlassable activité » et son « audace extraordinaire »,.
Michel Durrmeyer est tué à l'ennemi le 30 janvier 1945 à Jebsheim en Alsace. C'est le général Jean de Lattre de Tassigny en personne qui annoncera son décès quatre mois plus tard à son père, le général Durrmeyer, qu'il venait de délivrer de sa captivité à Füssen-Plansee. Michel Durrmeyer repose au cimetière Saint-Baudile de Nîmes.
Il est créé Compagnon de la Libération, à titre posthume, par le décret du 20 janvier 1946.

## Hommages et distinctions

### Décorations
- Chevalier de la Légion d'honneur.
- Compagnon de la Libération à titre posthume par décret du 20 janvier 1946.
- Croix de guerre 1939–1945 (cinq citations).
- Silver Star Medal (États-Unis).

### Autres hommages
La promotion 1980 de la 9e compagnie du 4e bataillon de l'École spéciale militaire de Saint-Cyr l'a choisi pour parrain de promotion.